# Kurubahalli, Krishnarajanagara
Kurubahalli là một làng thuộc tehsil Krishnarajanagara, huyện Mysore, bang Karnataka, Ấn Độ.